# Theotimius angolensis
Theotimius angolensis är en skalbaggsart som beskrevs av Huchet 2004. Theotimius angolensis ingår i släktet Theotimius och familjen bladhorningar. Inga underarter finns listade i Catalogue of Life.